# Anicla oceanica
Anicla oceanica là một loài bướm đêm trong họ Noctuidae.